# Hans Egon Petersen

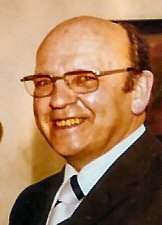
Hans Egon Petersen 1978

Hans Egon Nicolai Petersen (* 17. September 1921 in Tingleff; † 8. Januar 1982 in Niebüll) war ein evangelisch-lutherischer Theologe. Er war der erste Pastor der Nordschleswigschen Gemeinde, der Freikirche der Deutschen Minderheit in Dänemark, nach dem Zweiten Weltkrieg und Propst der Propstei Südtondern/Schleswig-Holstein.

## Leben und Beruf
Hans Egon Petersen wuchs in Tondern auf. Er entstammte einer Familie, die sich als bekennende Christen an führender Stelle im Verein Freunde der Breklumer Mission betätigt hatte. Nach dem Besuch der Deutschen Mittelschule in Tondern und dem Abitur an der dortigen dänischen Statsskole, studierte er von 1940 bis 1943 Theologie und Philosophie an der Universität Kopenhagen mit dem Berufsziel, in Nordschleswig „Helsognspræst“, d. h. Pastor für sowohl den dänischen als auch den deutschen Teil der Gemeinde zu werden. Die Besetzung Dänemarks durch deutsche Truppen am 9. April 1940 und die darauffolgende Entwicklung standen diesem Berufsziel entgegen. Petersen entschloss sich daher nach Beratung mit seinem Mentor, Missionsdirektor Martin Pörksen, Breklum, sein Theologiestudium in Tübingen und Halle fortzuführen. Dort schloss er sich der Studentengemeinde der Bekennenden Kirche an. Kriegsbedingt schloss er das Studium an der Martin Luther-Universität Halle-Wittenberg im Mai 1944 mit der theologischen Notprüfung ab.
Danach meldete er sich freiwillig zum Dienst in der deutschen Luftwaffe, wo er als Fallschirmjäger im November 1944 in der Schlacht im Hürtgenwald in amerikanische Kriegsgefangenschaft geriet, aus der er im Herbst 1945 entlassen wurde. Nach Dänemark zurückgekehrt, verurteilte man ihn wegen seiner Kriegsteilnahme aufgrund von Gesetzen, die mit rückwirkender Kraft erlassen worden waren, zu einem Jahr Gefängnis (bis April 1947) und zum Verlust der bürgerlichen Ehrenrechte für fünf Jahre.
Da man ihm von dänischer Seite keine Ausreisegenehmigung gewähren wollte, war eine Fortsetzung seines Lehrvikariats in der Evangelisch-Lutherischen Landeskirche Schleswig-Holsteins nicht möglich. Trotzdem entschloss sich die Nordschleswigsche Gemeinde am 11. Oktober 1947, ihn als Pastor der Freikirche zu berufen. In Tingleff absolvierte er anstelle des 2. theologischen Examens am 15. Oktober 1948 im Beisein des Bischofs für Schleswig, Reinhard Wester, ein Kolloquium und wurde zwei Tage später in Bertelsens Gasthof in einem Festgottesdienst durch Bischof Wester ordiniert und in sein Amt als erster Nachkriegspastor der Nordschleswigschen Gemeinde eingeführt. Der Festgottesdienst wie auch weitere kirchliche Handlungen mussten in der Gaststätte stattfinden, da die dänische Volkskirche der Nordschleswigschen Gemeinde und dem neuen Pastor die Benutzung der örtlichen Kirchen verweigerten. Dies führte 1949 im Satire-Magazins "Æ Rummelpot" zu einer berühmt gewordenen Karikatur, die Petersen hinter einem Tresen der Gastwirtschaft stehend eine Konfirmation durchführend zeigt.
Von 1948 bis 1950 war Hans Egon Petersen mit Wohnsitz in Lügumkloster einziger Pastor der Nordschleswigschen Gemeinde und für die Versorgung des gesamten ländlichen Gebietes Nordschleswigs zuständig. Ihm oblag damit in dieser Zeit der grundlegende Wiederaufbau der kirchlichen Arbeit der Freikirche sowie die Arbeit für eine Normalisierung des Verhältnisses zur dänischen Volkskirche. Die Berufung Petersens war nicht zuletzt deshalb erfolgt, weil man seitens der Schleswig-Holsteinischen Landeskirche mit der Wahl eines Vertreters der Bekennenden Kirche ein deutliches Zeichen der Abkehr vom Nationalsozialismus setzten wollte. Diese deutliche Distanzierung und die Arbeit des neuen Pastors haben letztendlich zu einer Akzeptanz der Arbeit der Nordschleswigschen Gemeinde und ihrer Pastoren geführt. Ebenso bestand Bischof Wester nach den Erfahrungen der NS-Zeit auf einer strikten Trennung von Kirche und Politik und beauftragte den neuen Pastor, dies auch in seiner Arbeit mit Nachdruck umzusetzen. Bis 1956 blieb Petersen in Lügumkloster. Dann wurde der Pfarrbezirk geteilt und er übernahm den neugegründeten Pfarrbezirk Buhrkall.

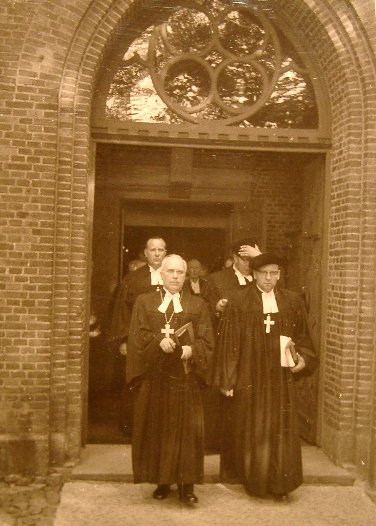
Bischof Reinhard Wester und Propst Hans Egon Petersen 1960

1960 berief die Kirchenleitung der Schleswig-Holsteinschen Landeskirche Hans Egon Petersen zum Propst von Südtondern und Pastor in Leck/Schleswig. Die Propstei Südtondern umfasste zu diesem Zeitpunkt 36 Kirchengemeinden. Petersens Amtszeit als Propst war gekennzeichnet vom Wiederaufbau und Ausbau von Aktivitäten, aber auch von Kirchenbauten. Er ist deshalb als „Bau-Propst“ in die Annalen der Propstei Südtondern eingegangen. Sein besonderes Engagement galt auch der Versöhnungsarbeit zwischen den Dörfern Putten/Niederlande und Ladelund, wo im Jahre 1944 durch die Willkür der Nationalsozialisten in einem KZ-Außenlager des KZs Neuengamme 107 Bewohner aus Putten ums Leben gebracht wurden, die als kollektive Vergeltungsaktion für einen Angriff von Widerstandskämpfern auf ein Auto der Wehrmacht deportiert worden waren. Als der für den Deportationsbefehl und das Niederbrennen des Dorfes Putten verantwortliche deutsche Wehrmachtbefehlshaber der Niederlande, General Friedrich Christiansen 1963 in seiner Heimatstadt Wyk auf Föhr öffentlich geehrt wurde, fuhr Propst Petersen am 2. Oktober 1964, dem 20. Gedenktag der Razzia von Putten, nach einem Gespräch mit dem Schleswiger Bischof Reinhard Wester und einem Vertreter der Schleswig-Holsteinischen Landesregierung zusammen mit dem Ladelunder Pastor, Harald Richter, aus Protest gegen diese Ehrung und die Aufrechterhaltung des Ehrenbürgerschaft Christiansens nach Putten, wo die beiden vom Bürgermeister von Putten, Freiherr von Ufford, öffentlich empfangen wurden und zusammen mit diesem zum Gedenken an die Opfer am Mahnmal einen Kranz niedergelegten. 1972 ließ sich Hans Egon Petersen aus gesundheitlichen Gründen als Propst emeritieren und übernahm bis 1979 die deutsche Pfarrstelle der dänischen Volkskirche in Sonderburg. Letzte Station seinen beruflichen Lebensweges war die Vankanzvertretung in Aventoft/Südtondern, die er bis zu seinem Tode innehatte.
Günter Weitling schrieb in seinem 2007 herausgegebenen Buch Deutsches Kirchenleben in Nordschleswig seit der Volksabstimmung 1920 über Propst Hans Egon Petersen:

„„Anläßlich des Todes des nur 60 Jahre alten H. E. Petersen 1982, dem ersten Pastor der NG nach dem Kriegsende, der außerdem Propst der Schleswig-Holsteinischen Landeskirche in Leck und Pastor der dänischen Volkskirche für den deutschen Teil der Gemeinde in Sonderburg gewesen war, war im Nordschleswiger vom „Seelsorger ohne Grenzen“ die Rede. Als solcher war er zwischen Dänemark und dem deutschen Grenzland geschätzt. Bereits 1973 hatte die dänische Tageszeitung Sønderjyden in einem Interview H. E. Petersen als den „Pastor in zwei Kulturen“ charakterisiert, „der sowohl fließend deutsch und dänisch ohne Akzent spricht, aber auch auf andere Weise davon geprägt ist, das er im Grenzgebiet aufgewachsen ist und sein Leben gelebt hat. Sein Wesen, Gedankengang und seine Einsicht in Probleme zeugen mehr von internationalem, modernem Gedankengang als von nabelschauender veralteter Minderheitenmentalität“. Propst H. E. Petersen war der erste Pastor dieses Schlages nach dem Zweiten Weltkrieg ...““